# Along with the Gods: The Two Worlds
Along with the Gods: The Two Worlds ist ein Fantasy-Abenteuerfilm des südkoreanischen Regisseurs Kim Yong-hwa aus dem Jahr 2017. Der Film basiert auf dem gleichnamigen Webtoon und Manhwa von Joo Ho-min und führt durch die koreanische Mythen- und Sagenwelt, einen Mix aus Buddhismus, koreanischer Mythologie, koreanischen Schamanismus und Konfuzianismus.
2018 erschien die Fortsetzung Along with the Gods: The Last 49 Days. Zwei weiterer Filme der Reihe sind in Planung.

## Handlung
Der Feuerwehrmann Kim Ja-hong kommt ums Leben, als er bei einem Einsatz ein kleines Mädchen retten kann. Im Jenseits stehen ihm die drei Schutzwächter Gangnim, Haewonmaek und Deok-chun zur Seite, um ihn in seinen Prozessen zu verteidigen. Da er einen ehrenhaften Tod gestorben ist, erhält er im Jenseits den Status eines Edelmanns (귀인/貴人 Gwiin), der ihn im Jenseits einige Vorteile bringt. Ja-hong muss sich in den sieben Unterweltgerichtshöfen Höllen vor den Göttern des Jenseits rechtfertigen. König Yeomna, der Herrscher der Unterwelt, legt individuell die Reihenfolge fest und ist der einzige, der diese kennt. Zunächst muss sich Ja-hong dem Gott des Mordes stellen. Die Ankläger werfen ihm vor, fahrlässig gehandelt zu haben, weshalb sein Kollege gestorben ist. Doch Deok-chun entfacht den Karmaspiegel. Darin ist zu sehen, dass Ja-hong am selben Tag acht Leben rettete. Der andere Feuerwehrmann steckte fest und Ja-hong ließ ihn nur auf seine Aufforderung zurück. Er wollte ihn später befreien, doch das Gebäude stürzte ein. Der Gott des Mordes hat Verständnis und spricht ihn frei.
Doch Ja-hong hat gar kein Interesse, wiedergeboren zu werden. Doch für die drei Wächter ist es wichtig. Diese können nur wiedergeboren werden, wenn sie innerhalb von einem Jahrhundert 49 Seelen zur Wiedergeburt verhelfen können. Aktuell sind sie bei 47. Deok-chun durchforscht auf den Reisen zur nächsten Rolle Ja-hongs Leben. Die Hölle der Trägheit soll ein Leichtes für sie sein, da Kim Ja-hong ein hartes Leben hatte und stets arbeitete. Vor dem Karmaspiegel erzählt Deok-chun die rührende Lebensgeschichte des aufopferungsvollen Ja-hong, der Mensch und Tiere rettete. Selbst die Göttin der Trägheit ist gerührt. Doch als sie ihn fragt, warum er sich zu so viel Güte bewogen fühlte, antwortete er, er habe es des Geldes wegen getan. Die Göttin ist geschockt und will ihn in ihre Hölle verbannen. Doch Gangnim und Haewonmaek schreiten ein. Gangnim erzählt weiter, dass Ja-hong aus armen Verhältnissen stammte und das Geld brauchte, um sich um seine Mutter und seinen Bruder zu kümmern. Dazu nahm er zusätzlich allerlei Nebenjobs an. Letztlich wird Ja-hong freigesprochen.
Allerdings ist Gangnim verärgert darüber, wie schwer Ja-hong es ihnen gemacht hat. Er droht ihm und solle von nun an auf sie hören. Haewonmaek erwähnt nebenbei, Ja-hong könne seiner Mutter im Traum erscheinen, um sich vor seiner Wiedergeburt zu verabschieden. Dazu müsse es soweit jedoch erstmal kommen. Daraufhin möchte nun auch Ja-hong wiedergeboren werden. Doch plötzlich taucht ein Höllenghul auf. Ein unheilvolles Zeichen, dass jemand aus Ja-hongs Familie verstorben ist und zu einem rachsüchtigen Geist wurde. Durch das Auftauchen von Dämonen und die Beschleunigung der Zeit beeinflusst die Welt der Lebenden das Jenseits. Ja-hong ist außer sich und fürchtet um seine Familie. Gangnim entschließt sich, den Sachverhalt in der Welt der Lebenden zu klären. Ja-hongs Bruder ist unter mysteriösen Umständen zu Tode gekommen und zieht als rachsüchtiger Geist durch Seoul. Um ihn aufzuhalten, muss Gangnim die Überreste finden und verbrennen. Währenddessen absolviert Ja-hong gemeinsam mit Deok-chun und Haewonmaek erfolgreich die Hölle der Täuschung.
Während Ja-hong die Hölle des Unrechts überspringen darf und schlicht passiert, kann Gangnim die Umstände von Su-hongs Tod klären. Su-hong und der Soldat Won Dong-yeon hatten gemeinsam Nachtwache. Der nervöse Dong-yeon erschießt dabei versehentlich Su-hong. Er holt den Befehlshaber Leutnant Park. Dieser will den Todesfall vertuschen, da er im nächsten Monat befördert werden soll. Unwillentlich hilft Dong-yeon ihm, Su-hong im Wald zu vergraben. Allerdings war Su-hong noch am Leben und hätte womöglich gerettet werden können. Währenddessen verplappert sich Haewonmaek auf dem Weg zur Hölle des Verrats, die Ja-hong auch passieren darf, und erwähnt, dass sein Bruder der rachsüchtige Geist ist. Nach einem kurzen Moment der Unruhe kann sich Ja-hong fangen und ist nun noch gewillter, wiedergeboren zu werden, da seine Mutter nun niemanden mehr habe.
Gangnim hat derweil Su-hongs Überreste ausfindig gemacht, will diese jedoch nicht sofort verbrennen, aufgrund des Unrechts, das ihm widerfahren ist. Um den Tod zu vertuschen, hat Leutnant Park Su-hong zum Deserteur erklärt. Seine Mutter weiß deshalb nichts von seinem Tod. Haewonmaek kehrt auch in die Welt der Lebenden und will Su-hongs Überreste sofort verbrennen, da die Unterwelt durch den Geist immer gefährlicher wird. Doch Gangnim lässt es nicht zu. Er kann Su-hongs Geist stellen und bietet ihn an, ihn im Jenseits zu verteidigen und zur Reinkarnation zu verhelfen, wenn er aufhört. Doch hasserfüllt lehnt Su-hong ab. Derweil überbringt Dong-yeon Su-hongs Mutter einen Hinweis auf seinen Tod. Danach entschließt er sich, Selbstmord zu begehen. Allerdings bittet Su-hong Gangnim, ihn zu retten. Dafür würde er tun, was er verlangt. Su-hong übermittelt Dong-yeon eine letzte Nachricht und folgt Gangnim.
Währenddessen steht Ja-hong in der Hölle der Gewalt kurz vor der Verurteilung. Als Kind hat er seinen Bruder schwer verprügelt und hat seine Familie danach für 15 Jahre verlassen. Der Fall scheint eindeutig. Doch Deok-chun schlägt eine kombinierte Verhandlung vor, da der Fall mit der nächsten Hölle zusammenhänge. Wenn es bei einer kombinierten Verhandlung zu einer Verurteilung kommt, wird der Verurteilte jedoch doppelt bestraft und die Schutzwächter verlieren ihre gesamten Privilegien. Die Ankläger der Hölle sind einverstanden. So führt es Ja-hong weiter in die Hölle der Pietätlosigkeit, die letzte Hölle. In der Welt der Lebenden werden Gangnim und Su-hong zeugen, wie Su-hongs Mutter am Armeestützpunkt nach ihrem Sohn sucht und von Leutnant Park angegriffen wird. Darauf verwandelt sich Su-hong erneut in den rachsüchtigen Geist und erzeugt einen Wirbelsturm, der beide Welten verbindet. Als Su-hong mitbekommt, dass sein Bruder in der anderen Welt durch sein Handeln im Sand versinkt, gibt er auf.
König Yeomna tritt nun als Gott der Pietätlosigkeit und verurteilt Ja-hong sofort. Dieser habe versucht, seine ganze Familie zu töten. Zunächst wollte er als Kind seine kranke Mutter mit einem Kissen töten, danach seinen Bruder und sich selbst mit Schlaftabletten. Allerdings brachte er es nicht fertig und verprügelte daraufhin Su-hong, der es mitbekam und ihn abhalten wollte. Weder Ja-hong noch Su-hong wussten seinerzeit, dass ihre Mutter wach war, und werden durch König Yeomna erstmals damit konfrontiert. Ihre Mutter tat nichts, da sie so krank war und dachte, sie sei den Kindern ein Klotz am Bein. Durch das vom rachsüchtigen Su-hong geschaffene Tor kann auch er der Verhandlung beiwohnen. Ja-hong ist schockiert und akzeptiert jede Strafe und möchte seine Mutter ein letztes Mal um Vergebung beten. Derweil schafft Gangnim in der Welt der Lebenden eine Verbindung von Su-hong zu seiner Mutter, so dass dieser ihr im Traum erscheint. Der Traum wird direkt durch den Karmaspiegel übertragen. Su-hong erzählt seiner Mutter, dass er gerade erst erfahren habe, dass sie damals alles mitbekommen hatte. Doch ohne zu zögern vergibt sie Ja-hong und ihm. Es sei alles ihre Schuld gewesen. Ja-hong habe danach 15 Jahre lang nur für seine Familie gearbeitet und ihnen Geld zukommen lassen. König Yeomna widerruft daraufhin sein Urteil, da man in der Unterwelt nicht für ein Verbrechen bestraft werden könne, das jemandem in der Welt der Lebenden vergeben wurde. Somit kann Ja-hong wiedergeboren werden.
Gangnim sieht derweil in Su-hong die 49. Seele, der sie zur Reinkarnation in diesem Jahrhundert verhelfen wollen. Zuvor überbringt Gangnim seiner Mutter noch einen Reiskocher, den Ja-hong vor seinem Tod verstaut hat und keine Gelegenheit mehr hatte, ihn seiner Mutter zu geben. Im Inneren befindet sich ein Brief für sie.

## Rezeption

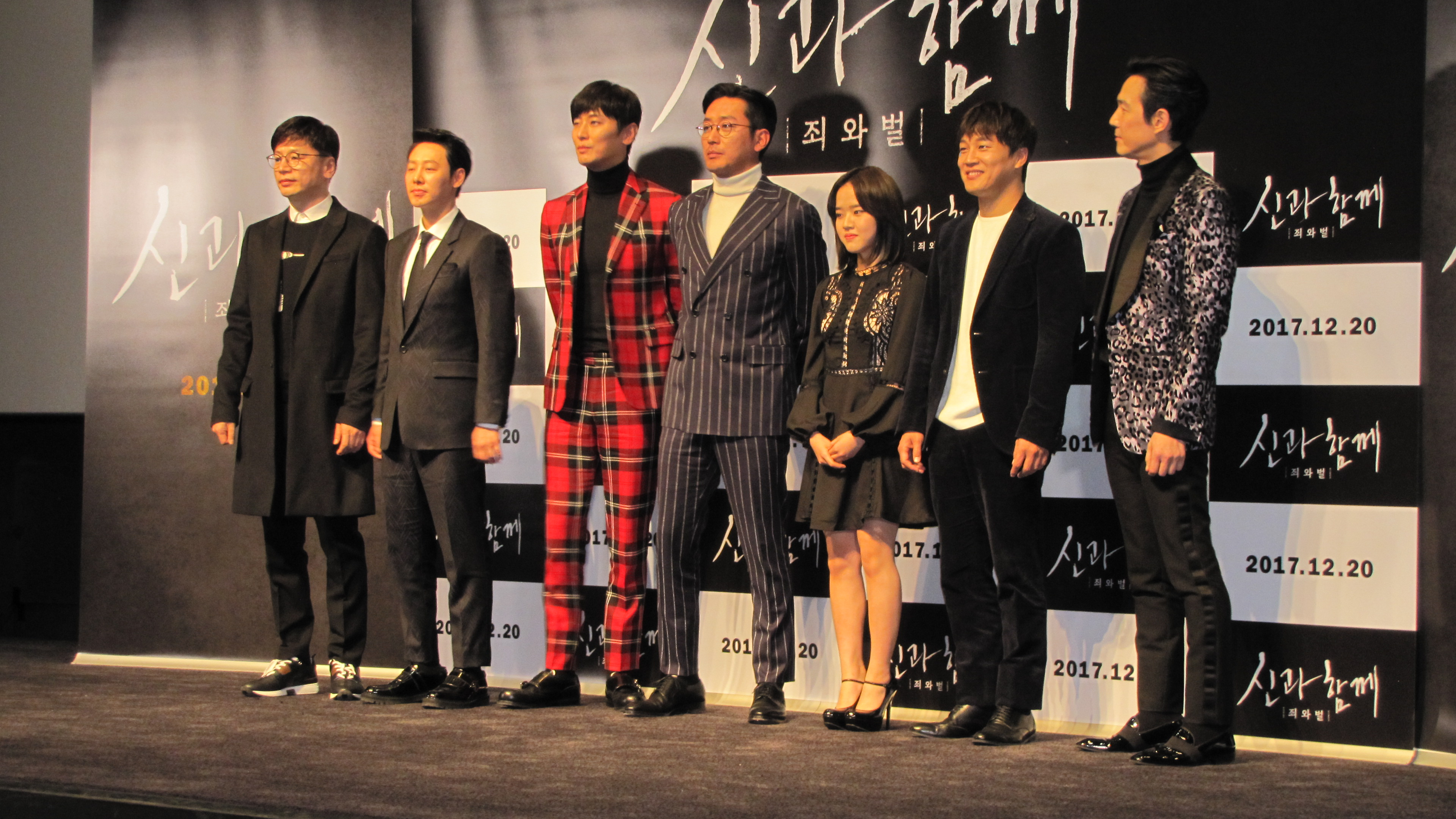
Die Besetzung von Along with the Gods

Der Film lief am 20. Dezember 2017 in den südkoreanischen Kinos an und erreichte über 14,4 Millionen Zuschauer. Damit ist es der zweiterfolgreichste Kinofilm in Südkorea. Der Film erhielt gemischte Kritiken sowohl von Filmrezensenten als auch von den Fans des Webtoons.
Nach Jin Min-ji hofften zahlreiche Fans auf eine originalgetreue Umsetzung des Manhwas. Allerdings fehle mit Jin Gi-han eine der beliebtesten Figuren im Film, ein Anwalt, der Ja-hong durch die Unterwelt begleitet. Im Original ist Ja-hong ein durchschnittlicher Angestellter und kein Feuerwehrmann. Außerdem wurden die Nebengeschichten anders verknüpft. Nach Jin Min-ji nahm Regisseur Kim diese Änderungen vor, um die Handlung melodramatischer zu machen und so mit seinem Film auf die Tränendrüse zu drücken.
Für den Filmkritiker Pierce Conran stellt Along with the Gods ein ambitioniertes Projekt dar, einen epischen Fantasyfilm zu schaffen. Kein koreanischer Film zuvor habe je so viele visuelle Effekte genutzt. Durch diese wurde gerade das jüngere Publikum angesprochen, während der melodramatische Höhepunkt des Films auch das Interesse der älteren Generation wecken könne. Für problematisch hält er den fehlenden Erzählfokus mit zahlreichen Nebenhandlungen und sich wiederholenden Verhandlungen. Für Elizabeth Kerr vom Hollywood Reporter ist der Film technisch gut aber zu lang. James Marsh von der South China Morning Post vergibt 3 von 5 Sternen an den Film. Der Film erinnert ihn mit seiner Mischung aus Melodrama, Humor, Action und Fantasy an den Klassiker Irrtum im Jenseits.

## Auszeichnungen
KOFRA Film Awards 2018
- Auszeichnung als Filmpersönlichkeit des Jahres für Kim Yong-hwa

Baeksang Arts Awards 2018
- Auszeichnung in der Kategorie Beste Regie für Kim Yong-hwa
- Auszeichnung in der Kategorie Beste Technik für Jin Jong-hyun

Chunsa Film Art Awards 2018
- Auszeichnung in der Kategorie Bester Nebendarsteller für Kim Dong-wook
- Sonderpreis des Publikums für den Besten Film

The Seoul Awards 2018
- Auszeichnung in der Kategorie Bester Schauspieler für Ha Jung-woo
- Auszeichnung in der Kategorie Bester Nebendarsteller für Ju Ji-hoon
- Auszeichnung in der Kategorie Beste Nebendarstellerin für Ye Soo-jung

Korean Association of Film Critics Awards 2018
- Auszeichnung in der Kategorie Beste Visuelle Effekte für Jin Jong-hyun

Blue Dragon Awards 2018
- Auszeichnung in der Kategorie Beste Nebendarstellerin für Kim Hyang-gi
- Auszeichnung in der Kategorie Beste Visuelle Effekte
- Publikumswahl Film des Jahres